# SMS Monarch
SMS Monarch – pancernik obrony wybrzeża zbudowany dla Austro-Węgierskiej Marynarki Wojennej w latach 90. XIX wieku. Był głównym okrętem z typu Monarch. Po wejściu do służby, SMS „Monarch” i dwa pozostałe okręty z tego typu odbyły kilka rejsów treningowych po Morzu Śródziemnym w pierwszych latach XX wieku. „Monarch” oraz jego siostrzane okręty tworzyły I Dywizjon Okrętów Marynarki Austro-Węgier, dopóki nie zostały zastąpione przez przeddrednoty typu Habsburg na przełomie wieku. W 1906 roku trzy okręty typu Monarch zostały przeniesione do rezerwy i były przywracane do służby liniowej jedynie podczas corocznych manewrów treningowych. Po wybuchu I wojny światowej okręty zostały przywrócone do służby i utworzyły V Dywizjon Okrętów.
W sierpniu 1914 r. dywizjon został wysłany do Kotoru w celu ostrzelania francuskiej i czarnogórskiej artylerii, która atakowała tamtejszy port. „Monarch” pozostał tam do końca wojny. Okręt został wycofany ze służby na początku 1918 r. i został przerobiony na hulk mieszkalny dla załóg niemieckich U-Bootów. W 1920 r. okręt został przekazany Wielkiej Brytanii ze względu na ustalenia podjęte na konferencji pokojowej w Paryżu. Brytyjczycy sprzedali go na złom i został zezłomowany we Włoszech na początku 1921 r.

## Opis techniczny i budowa

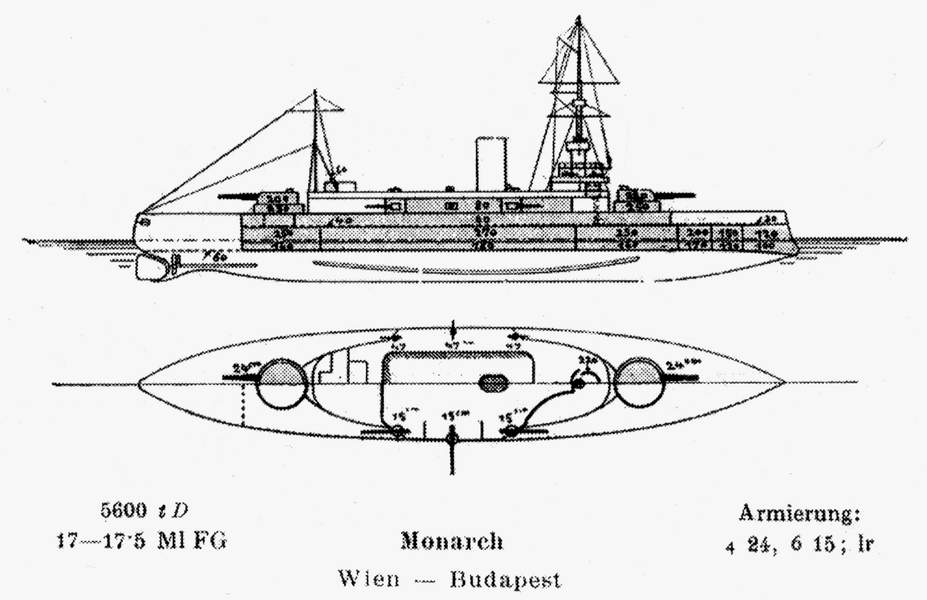
Rzut z lewej purty i plan pokładu pancernika obrony wybrzeża typu Monarch; zacieniowana powierzchnia jest opancerzona

Ze względu na jedynie 5878 ton maksymalnej wyporności, okręty typu Monarch były ponad dwa razy lżejsze od pancerników innych głównych flot w tamtym czasie i były oficjalnie zaprojektowane jako okręty obrony wybrzeża. Jedyna austro-węgierska linia brzegowa znajdowała się nad Morzem Adriatyckim i rząd tego kraju wierzył, że rola jego marynarki ograniczała się do obrony własnego wybrzeża.
Całkowita długość okrętu wynosiła 99,22 m, szerokość 17 m, a zanurzenie 6,4 metra. Jego maszyny parowe potrójnego rozprężania wytwarzały moc 8500 KM (6300 kW), używając pary z pięciu cylindrycznych kotłów parowych. To pozwalało mu osiągać prędkość maksymalną 15,5 węzła. Maksymalna ładowność węgla, wynosząca 500 ton, dawała okrętowi zasięg 3500 mil morskich (6500 km) przy prędkości 9 węzłów. Załoga składała się z 26 oficerów i 397 marynarzy, razem 423 załogantów.
Uzbrojenie główne pancernika składało się z czterech dział kal. 240 mm o długości lufy 40 kalibrów (L/40), po dwa w dwóch wieżach artyleryjskich, umieszczonych w osi symetrii kadłuba na nadbudówce na dziobie i rufie. Działa były produkcji niemieckiego Kruppa (model C94, zaprojektowane w 1894 r.) i strzelały pociskami o masie 215 kg. Wybór kalibru 240 mm, mniejszego od stosowanych na świecie, był wynikiem kompromisu pomiędzy chęcią zapewnienia dużej mocy bojowej okrętów, a ograniczeniami ich wielkości. Nowoczesne działa tego kalibru zapewniały dużą szybkostrzelność do 2 strzałów na minutę, przy przebijalności pancerza podobnej do starych dział 305 mm, a wybór większych dział wiązałby się ze zmniejszeniem liczby luf. Sektor ostrzału w poziomie dla każdej z wież wynosił 260 stopni, kąt podniesienia luf – od -4° (wg innych danych -5°) do +25°. Wieże miały napędy elektrohydrauliczne. Zapas amunicji wynosił 80 pocisków na działo. Artylerię średnią stanowiło sześć 150-milimetrowych dział Škoda umiejscowionych w kazamatach nadbudówki. Uzbrojenie obronne przeciwko kutrom torpedowym składało się z 10 szybkostrzelnych dział Škoda kal. 47 mm i czterech szybkostrzelnych dział Hotchkiss kal. 47 mm. Okręt posiadał również dwie stałe wyrzutnie torped kal. 450 mm, po jednej na każdej burcie kadłuba. Każda wyrzutnia torped miała dwie torpedy.
Pancerz burtowy ze stali niklowej miał 120-270 mm grubości, natomiast wieże artyleryjskie były chronione przez 250 mm pancerza. Kazamaty posiadały 80-milimetrowy pancerz, podczas gdy wieża dowodzenia miała 220 mm pancerza. Pancerz pokładu miał 40 mm lub 60 mm  grubości.
Okręty typu Monarch zostały zamówione w maju 1892 r., a sam SMS „Monarch” został zbudowany w Arsenale Morskim (Marinearsenal) w Poli. Stępka pod okręt została położona 31 lipca 1893 r., został zwodowany 9 maja 1895 r., a jego matką chrzestną została arcyksiężna Maria Teresa Portugalska, żona arcyksięcia Karola Ludwika. Okręt został wprowadzony do służby 11 maja 1898 roku.

## Służba
„Monarch” oraz jego siostrzane okręty utworzyły I Dywizjon Okrętów (I. Schwere Division) w 1899 r. i w tym samym roku dywizjon odbył rejs treningowy po wschodnim Morzu Śródziemnym, gdzie odwiedził porty w Grecji, Libanie, Turcji i Malcie. Na początku 1902 r. okręty odbyły kolejny rejs treningowy po zachodnim Morzu Śródziemnym, z wizytami w portach w Algierii, Hiszpanii, Francji, na Korfu i w Albanii. Tego samego roku okręt został wyposażony w radio Siemens-Braun. W marcu 1903 r., w Gruž (obecnie część Dubrownika), okręty dywizjonu zostały poddane inspekcji przez arcyksięcia Franciszka Ferdynanda, kandydata do tronu Austro-Węgier. W 1904 r. okręty typu Monarch utworzyły II Dywizjon Okrętów i wzięły udział w rejsach po Morzu Adriatyckim i Śródziemnym, jak również w treningu, w którym trzy nowe okręty typu Habsburg zaangażowały „Monarcha” i jego siostrzane okręty w pozorowaną bitwę. W manewrach tych po raz pierwszy uczestniczyły dwie jednolite eskadry, składające się z pancerników takiego samego typu, służących w Austro-Węgierskiej Marynarce Wojennej. W lecie 1905 r. „Wien” osiadł na mieliźnie podczas nocnych ćwiczeń w pobliżu wyspy Meleda; dopiero za drugim razem „Budapest” i „Habsburg” dały radę wciągnąć okręt z powrotem do wody.
1 stycznia 1906 r. okręty typu „Monarch”  zostały przeniesione do nowo utworzonej Eskadry Rezerwowej i były przywracane do służby jedynie podczas corocznych letnich manewrów. We wrześniu okręty wzięły udział w paradzie floty dokonanej dla arcyksięcia Franciszka Ferdynanda, która odbyła się w kanale Koločepskim niedaleko wyspy Šipan. Na początku 1913 r. okręty zostały na krótko przywrócone do służby jako IV Dywizjon, ze względu na wybuch II wojny bałkańskiej, ale zostały ponownie wycofane 10 marca. Na początku 1914 r. „Monarch”, razem z drednotami „Viribus Unitis” i „Tegetthoff” i przeddrednotem „Zrínyi”, odbył rejs do Lewantu. Dwóch członków załogi wróciło z Egiptu z czarną ospą i zapaleniem opon mózgowych, przez co okręt został na kilka tygodni objęty kwarantanną w Poli.

### I wojna światowa

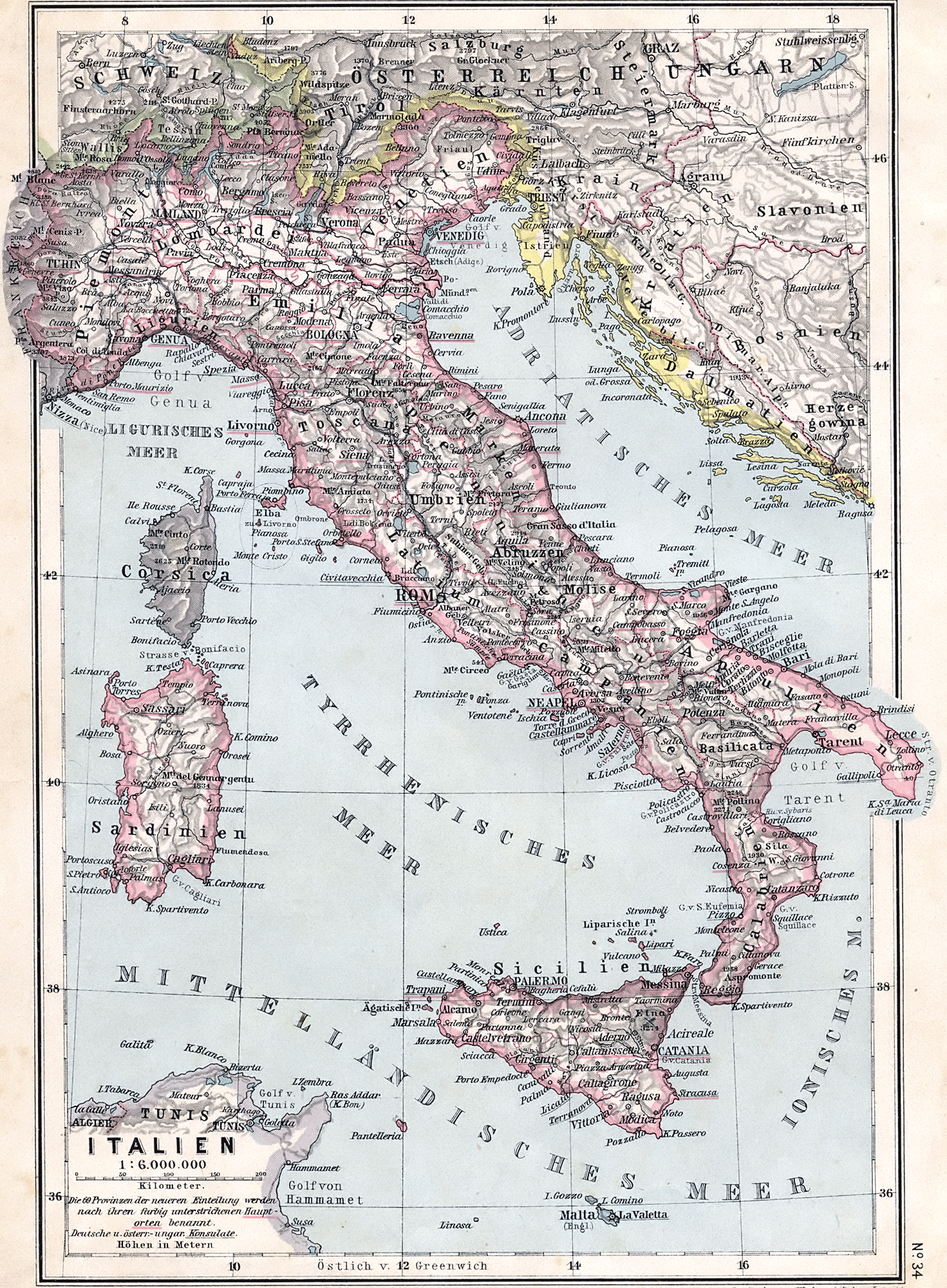
Mapa górnego Adriatyku

Wraz z wybuchem I wojny światowej, trzy okręty typu Monarch zostały przywrócone do służby, tworząc V Dywizjon Okrętów. Pancerniki zostały wysłane do Zatoki Kotorskiej w celu ostrzelania czarnogórskiej baterii artyleryjskiej na górze Lovćen, atakującej austro-węgierską bazę morską w Kotorze i fortyfikacje obronne. „Monarch” i pozostałe dwa okręty przybyły 13 sierpnia 1914 r., jednak nie były w stanie podnieść swoich dział na tyle wysoko, aby móc ostrzelać wrogą artylerię, która 19 października została wzmocniona o osiem francuskich dział. Dwa dni później na pomoc został wezwany pancernik „Radetzky”, aby uporać się z wrogimi działami. Okręt zdołał zniszczyć kilka francuskich dział i zmusił pozostałe do opuszczenia pozycji 27 października. „Monarch” pozostał w Kotorze do końca wojny, by zapobiegać dalszym atakom. Na początku lutego 1918 r. załoga okrętu przyłączyła się do powstania marynarzy. Sześć tygodni później okręt został przerobiony na hulk mieszkalny dla załóg niemieckich U-Bootów, stacjonujących w bazie niedaleko Gjenovic. W styczniu 1920 r. „Monarch” został przekazany Wielkiej Brytanii w ramach reparacji wojennych i został złomowany w 1921 r. we Włoszech.